# Sorsele
Sorsele – miejscowość (tätort) w Szwecji, w regionie administracyjnym (län) Västerbotten, siedziba gminy Sorsele.
Według danych Szwedzkiego Urzędu Statystycznego liczba ludności wyniosła: 1175 (31 grudnia 2015), 1168 (31 grudnia 2018) i 1134 (31 grudnia 2019).